# Славянская ТЭС
Славянская теплоэлектростанция (ТЭС) (до 1993 г. называлась Славянская ГРЭС им. 50-летия Великой Октябрьской социалистической революции) — конденсационная электростанция в городе Николаевка вблизи Славянска Донецкой области. Проектная мощность 2100 МВт, установленная 880 МВт, фактическая 830 МВт. Принадлежит ПАО «Донбассэнерго».

## История
Славянская ТЭС планировалась как близнец Мироновской ТЭС, но позже был установлен энергоблок более высокой мощности. Проект разработан Харьковским отделением института «Теплоэлектропроект». Строительство осуществлялось трестом «Донбассэнергострой» в три очереди.

### Первая очередь
Строительство электростанции началось в марте 1951 года, в сентябре 1954 года был введён в строй первый турбоагрегат, в декабре 1954 — второй, в июне 1955 — третий, в сентябре 1955 — четвёртый, а в июне 1957 — пятый.
Всего первая очередь включала в себя 11 котлов типа ТП-230-2 паропроизводительностью по 230 т/ч и 5 турбин типа К-100-90 мощностью по 100 МВт.

### Вторая очередь
Строительство начато в 1964 году, в 1967 был запущен на то время крупнейший в Европе двухвальный турбоагрегат типа К-800-240 мощностью 800 МВт в блоке с двухкорпусным симметричным котлоагрегатом типа ТПП-200 паропроизводительностью 2500 т/ч.
После запуска ГРЭС возле плотины ГРЭС на Северском Донце на зимовку начали оставаться небольшое количество уток и лебедей.
С 1966 по 1970 год на Славянской ГРЭС работал В. П. Брюханов (будущий директор Чернобыльской АЭС) в должностях старший мастер, заместитель начальника котельно-турбинного цеха, начальник этого цеха, заместитель главного инженера.
30 марта 1970 года на Металлическом заводе им. XXII съезда КПСС в Ленинграде была испытана изготовленная для Славянской ГРЭС турбина типа К-800-240-2 мощностью 800 МВт (на тот момент времени — самая мощная в Европе одновальная паровая турбина), которая 30 декабря 1971 года была введена в эксплуатацию. Пар турбине поставлял двухкорпусный котёл типа ТПП-200-1 паропроизводительностью 2650 т/ч.
После ввода в эксплуатацию энергоблока № 7 мощность электростанции составила 2100 МВт
Все очереди ТЭС были запроектированы для работы на угле АШ, АШо, ТР, ТК, АКО и возможностью использования сезонных избытков природного газа.

### Дальнейшее развитие
В 1980-х годах энергоблок 800 МВт был переведён на совместное сжигание угля и мазута.
В 1993 Славянская ГРЭС им. 50-летия Великой Октябрьской социалистической революции была переименована в Славянскую ТЭС.
28 июля 2003 года ТЭС была внесена в перечень особо важных объектов электроэнергетики Украины, обеспечение охраны которых было возложено на ведомственную военизированную охрану во взаимодействии со специализированными подразделениями МВД Украины и иных центральных органов исполнительной власти.
После перемаркировки мощность блоков составила 2×80 МВт и 1×720 МВт. Блок № 6 800 МВт в 1993 законсервирован, в 2003 списан, а его котельная часть демонтирована в 2013—2014.
Во время вооружённого конфликта на востоке Украины электростанция попала в зону боевых действий. 2—4 июля 2014 года в результате боевых действий возле города Славянск нанесены повреждения производственным помещениям и оборудованию электростанции. Был уничтожен попаданием снаряда трансформатор блока № 7. Решением КМУ был демонтирован трансформатор с блока № 5 Углегорской ТЭС, находящийся в консервации, и перевезён на Славянскую, где была проведена его техническая экспертиза после многолетнего простоя, и в настоящее время он введён в эксплуатацию на блоке № 7.
16 октября 2014 года состоялся пуск неблочной части станции мощностью на 80 МВт — её мощности используются как резервные для прохождения осенне-зимнего максимума в условиях нестабильных поставок угля.

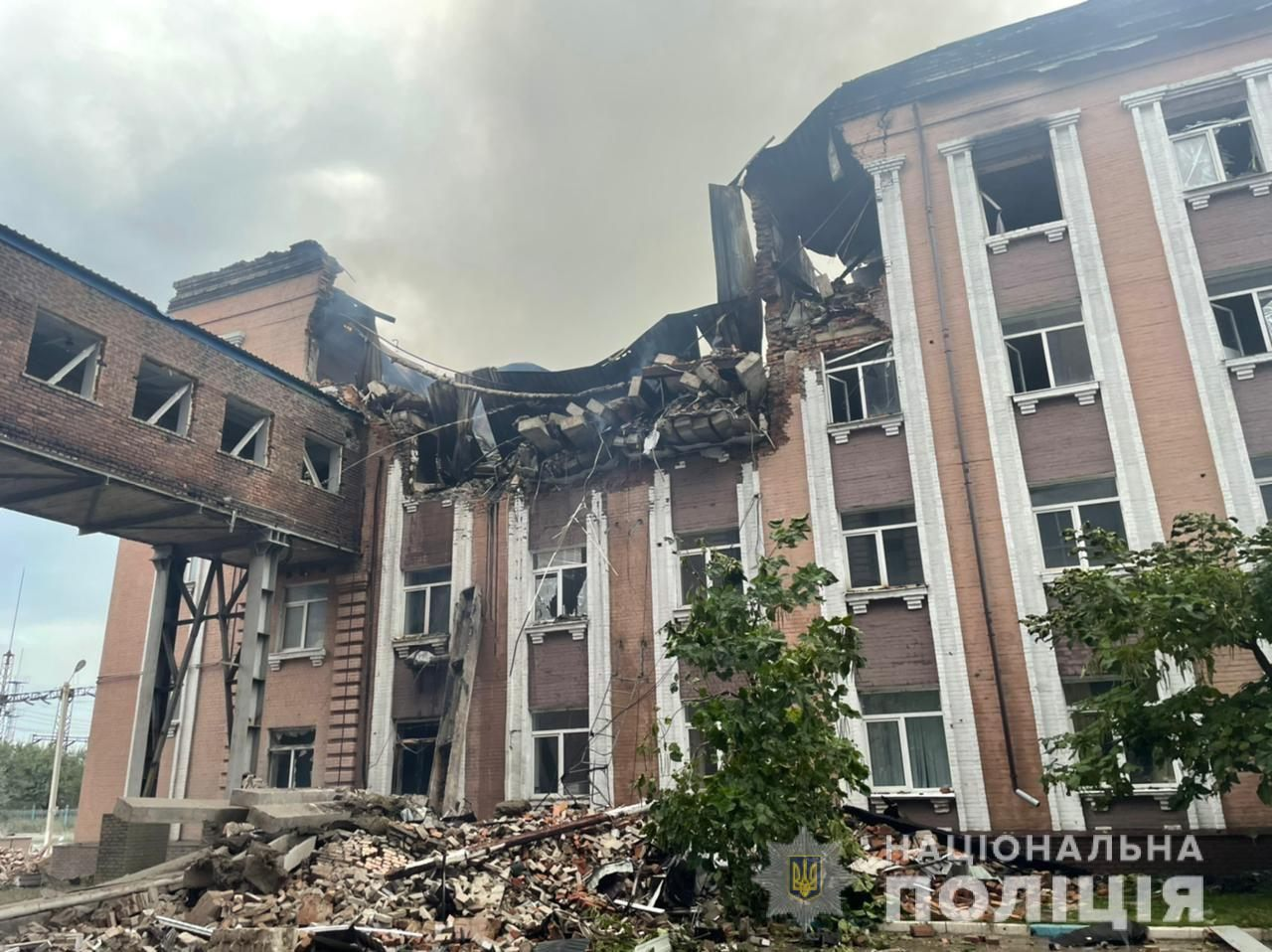
После обстрела 17 сентября 2022 года

В 2013—2015 годах проведена модернизация корпусов А и Б энергоблока № 7.
С 2015 года станция работает в режиме маневрирования.
17 сентября 2022 года была обстреляна российской армией в ходе нападения России на Украину, возник пожар. В Николаевке начались перебои с водоснабжением.  5 мая 2024 года, по данным местных властей, российская армия ударила по ТЭС пятью ракетами, вызвав новые повреждения. 